# Jean-Pierre Danguillaume

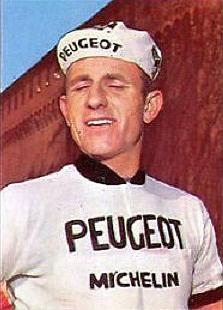
Jean-Pierre Danguillaume en 1970.

Jean-Pierre Danguillaume, né le 25 mai 1946 à Joué-lès-Tours (Indre-et-Loire), est un coureur cycliste français, professionnel de 1970 à 1978.

## Biographie
Dernier vainqueur français de la défunte Course de la Paix chez les amateurs, il obtient 68 victoires en huit ans chez les professionnels. Il remporte notamment sept étapes du Tour de France et termine troisième du championnat du monde en 1975. Après avoir mis fin à sa carrière de coureur, il devient directeur sportif du groupe Mercier.
Son père André et ses oncles Camille (vainqueur de Liège-Bastogne-Liège 1949), Jean, Roland et Marcel ont également été coureurs cyclistes, tout comme son frère Jean-Louis.
Jean-Pierre Danguillaume a subi un contrôle antidopage positif aux amphétamines en 1974.
Il fait la photo de couverture du Miroir du cyclisme n°201 de juin 1975 en tant que vainqueur de Paris-Bourges.

## Palmarès

### Palmarès amateur
- 1965
  - Paris-Vailly
  - 2ea étape de Paris-Bruxelles amateurs
- 1966
  - Prix des Vins Nouveaux
- 1967
  - Champion de l'Orléanais
  - 5e étape de la Milk Race
  - Tour d'Eure-et-Loir
  - Critérium de La Machine
  - 1re étape des Deux Jours cyclistes de Machecoul
  - 2e des Deux Jours cyclistes de Machecoul
- 1968
  - Champion de l'Orléanais
  - Tour Nivernais Morvan :
    - Classement général
    - 4e étape

  - 2eb étape du Tour de l'Avenir (avec Robert Bouloux et Daniel Ducreux)
  - 3e du championnat de France sur route amateurs
- 1969
  - Champion de l'Orléanais
  - Deux étapes des Quatre Jours de Vic-Fezensac
  - Tour du Loir-et-Cher
  - Course de la Paix :
    - Classement général
    - 9e étape (contre-la-montre)

  - 2e et 4e étapes du Tour Nivernais Morvan
  - 3e étape de Paris-Saint-Pourçain
  - Paris-La Ferté-Bernard
  - 2e du Mérite Veldor
  - 3e des Quatre Jours de Vic-Fezensac
  - 3e du championnat de France sur route amateurs

### Palmarès professionnel
| - 1970 - 22e étape du Tour de France - 1971 - 18e étape du Tour de France - Grand Prix de Plouay - 3e du Grand Prix d'Antibes - 1972 - Trophée des grimpeurs - 2e de Paris-Bourges - 3e de la Polymultipliée - 9e du championnat du monde sur route - 10e du Grand Prix du Midi libre - 1973 - Critérium national - 1reb étape du Grand Prix du Midi libre - 6e étape du Tour de France - Route nivernaise - 7e du Grand Prix du Midi libre - 1974 - Grand Prix du Midi libre - Trophée des grimpeurs - 17e et 18e étapes du Tour de France - 2e de Paris-Tours - 3e du Critérium du Dauphiné libéré - 4e du Grand Prix des Nations - 7e du Tour d'Espagne - 1975 - 2eb étape du Tour méditerranéen - Grand Prix de Cannes - 3e étape du Tour de Belgique - Paris-Bourges - 1re étape des Quatre Jours de Dunkerque - 4eb étape du Grand Prix du Midi libre - 2e des Quatre Jours de Dunkerque - 2e du Prestige Pernod - 3e de la Route nivernaise - Médaillé de bronze du championnat du monde sur route - 5e de la Flèche wallonne - 6e de Milan-San Remo - 6e du Critérium du Dauphiné libéré - 7e de Liège-Bastogne-Liège | - 1976 - 3eb étape du Tour de Corse - 5e étape de Paris-Nice - 2e du Grand Prix de Monaco - 2e des Quatre Jours de Dunkerque - 4e de Liège-Bastogne-Liège - 6e du Critérium du Dauphiné libéré - 8e de Paris-Roubaix - 1977 - Tour d'Indre-et-Loire : - Classement général - Prologue et 3e étape - 4e étape des Quatre Jours de Dunkerque - 2e étape du Critérium du Dauphiné libéré - Tour de l'Aude - 11e et 13eb étapes du Tour de France - 4e étape du Tour du Limousin - 3e du Tour du Tarn - 5e des Quatre Jours de Dunkerque - 5e du Grand Prix d'Automne - 1978 - 5e étape des Quatre Jours de Dunkerque - 2ea étape du Tour de l'Aude - 6e étape du Critérium du Dauphiné libéré - 2e des Quatre Jours de Dunkerque - 3e de la Châteauroux Classic de l'Indre |

## Résultats sur les grands tours

### Tour de France
9 participations
- 1970 : 64e, vainqueur de la 22e étape
- 1971 : 18e, vainqueur de la 18e étape
- 1972 : 21e
- 1973 : 22e, vainqueur de la 6e étape
- 1974 : 13e, vainqueur des 17e et 18e étapes
- 1975 : abandon (17e étape)
- 1976 : 22e
- 1977 : 35e, vainqueur des 11e et 13eb étapes
- 1978 : abandon (17e étape)

### Tour d'Espagne
2 participations
- 1971 : 31e
- 1974 : 7e